# Tylophora iringensis
Tylophora iringensis är en oleanderväxtart som först beskrevs av Markgr., och fick sitt nu gällande namn av Goyder. Tylophora iringensis ingår i släktet Tylophora och familjen oleanderväxter. Inga underarter finns listade i Catalogue of Life.